# Archichlora catalai
Archichlora catalai là một loài bướm đêm trong họ Geometridae.